# Потрясающая и Храбрая
«Потрясающая и Храбрая» — первый эпизод девятнадцатого сезона мультсериала «Южный парк».

## Сюжет
Мистер Мэки сообщает, что директриса Виктория была уволена и на её место назначен ПК-директор, агрессивный, мускулистый мужчина, который обещает изменить Южный Парк. Кайл получает наказание на две недели за высказывание личного мнения о Кейтлин Дженнер. Джеральд, Рэнди и Стюарт, говоря о Кейтлин Дженнер в баре колледжа, сталкиваются с группой политкорректных членов ПК-братства, которые настаивают, что Кейтлин — прекрасная и храбрая женщина. Кайл, Стэн, Кенни и Баттерс заставляют Картмана пойти против принципов ПК-директора.
Рэнди случайно становится членом ПК-братства. Картман признаёт, что он, Стен, Кайл, Кенни и Баттерс узколобые, но Кайл с этим не соглашается. Рэнди под давлением ПК-директора начинает издеваться над Кайлом. Баттерс говорит Картману, что Кайл является единственной целью членов ПК-братства. Картман организовывает нападение на дом ПК-братства, которое прерывает Кайл. Мальчики неохотно признают, что политкорректность не собирается уходить. Кайл отмечает, что только Картману удалось выиграть в этой схватке.

## Рецензии
В целом эпизод получил положительные отзывы. Издание IGN поставило серии 7.8 из 10. В Den of Geek оценили в 3.5 звёзд из 5. The A.V. Club выставило серии B-. Свои рецензии подготовили также Entertainment Weekly и CBS Boston.